# Институт исследования угля Общества Макса Планка
Институт исследования угля Общества Макса Планка (нем. Max-Planck-Institut für Kohlenforschung) — научно-исследовательский институт в Мюльхайме, земля Северный Рейн-Вестфалия, Германия. Институт специализируется на исследованиях в области химического катализа. В отличие от остальных институтов общества Макса Планка, институт исследования угля юридически является независимым фондом  под управлением общества Макса Планка, города Мюльхайм, земли Северный Рейн — Вестфалия и представителей промышленности. Финансируется из федерального (50 %) и земельного (50 %) бюджета.

## История
1912 год — основан как Институт исследований угля кайзера Вильгельма результате сотрудничества между бывшим Обществом кайзера Вильгельма (KWG), Ruhr-Industrie и городом Мюльхайм.
27 июля 1914 года — состоялось открытие Института, его возглавил электрохимик Франц Фишер (1877—1947), ранее работавший профессором химии в тогдашней TH Charlottenburg.
В 1925 году Франц Фишер и его коллега Ганс Тропш разработали названный в их честь процесс гидрогенизации угля Фишера-Тропша, который в основном используется для производства синтетического бензина, и подали заявку на патент для этого процесса. Этот процесс используется для извлечения бензина из угля при нормальном давлении и по сей день. Патент был получен в 1929 году .
В 1939 году Институт был преобразован в юридически независимый фонд.
В 1943 году пост директора Института занял химик Карл Циглер (1898—1973). При нем акцент работы в институте сместился от синтеза Фишера-Тропша и исследований для будущего промышленного использования к фундаментальным исследованиям, которые он назвал «в целом синтетической химией». Его основное внимание было сосредоточено на реакциях полимеризации олефинов.
В 1948 году Институт вошел в состав Общества Макса Планка (MPG).
В 1953 году был открыт процесс полимеризации этилена при низком давлении в присутствии смешанных металлоорганических катализаторов способом производства высокомолекулярного полиэтилена — так родился современный пластик.
17 ноября 1953 года Карл Циглер получил патент на это открытие. Лицензия была продана Hoechst AG и приносила тогда до 200 000 немецких марок в день, что позволяло Институту финансировать себя вплоть до 1990-х годов.
10 декабря 1963 года вместе с итальянским исследователем Джулио Натта и Карлу Циглеру была присуждена Нобелевская премия по химии .
В 1969 году Мюльхаймский научно-исследовательский институт угля возглавил Гюнтер Вильке (1925—2016). После получения докторской степени в Гейдельберге в 1951 году он начал работать в исследовательской группе Карла Циглера.
В 1970 году сотрудник Института Курт Зозель получил патент на свой процесс извлечения кофеина из кофе, который был открыт как побочный результат работы над нарастающей реакцией триэтилалюминия с этиленом.
В 1974 году об Институте заговорили в ключе Чемпионата мира по футболу. Сборная Германии по футболу носила обувь из пластмассы полиамида-12, над которым работал в то время Вильке. Таким образом, газета Frankfurter Allgemeine Zeitung написала: «Германия обязана ему (Г. Вильке) десятилетиями исследований угля и, возможно, победой на чемпионате мира 1974 года».
В 1981 от института исследования угля отделился институт радиационной химии, впоследствии сменивший профиль и переименованный в Институт преобразования химической энергии Общества Макса Планка.
В 1993 году Институт возглавил Манфред Т. Рец, который начал всестороннюю реструктуризацию: руководство института было расширено еще четырьмя директорами, каждый из которых возглавлял научный отдел: Алоиз Фюрстнер (отдел металлоорганической химии), Ферди Шют (отдел гетерогенного катализа), Вальтер Тиль (теоретическая химия 1999—2018) и Бенджамин Лист (кафедра гомогенного катализа).
В 2015 году Тобиас Риттер был назначен новым директором Института.
В 2018 году Институт возглавил Франк Низ.
В 2021 году глава Института Беньямин Лист получил Нобелевскую премию за открытие метода асимметрического органокатализа — оригинального способа ускорения химических реакций с помощью органических веществ, который используется для строительства новых молекул.

## Отделы института

### Органический синтез
В отделе органического синтеза под руководством Тобиаса Риттера исследования совмещают молекулярную биологию и органический синтез, ведётся разработка с помощью направленной эволюции стереоселективных ферментов в качестве катализаторов в хиральном синтезе. Главные цели исследований — разработка эффективных техник быстрого секвенирования протеинов и высокоэффективных систем скрининга для оценки стереоселективности и термостойкости мутировавших ферментов.
В настоящий момент, среди прочего, изучаются методы окисления связей C-C и C-H простых и сложных органических соединений, а также процессы гидролиза.

### Гомогенный катализ
Отдел гомогенного катализа под руководством Бенджамина Листа нем. Benjamin List разрабатывает новые концепции катализа в области органического катализа, катализа переходных металлов и биокатализа. С 1999 года исследовательская группа занимается стереоселективным органическим катализом. В отделе изучаются новые принципы разработки органических катализаторов, расширение области применения уже существующих, использование катализаторов для синтеза активных фармацевтических субстанций и механизмы взаимодействия катализаторов и их субстратов. В 2005 году отделом был разработан новый подход к асимметричному катализу — ACDC (англ. asymmetric counteranion directed catalysis), нашедший применение и в органическом катализе, и в катализе переходных металлов.

### Гетерогенный катализ
Отдел гетерогенного катализа под руководством Ферди Шюта занимается синтезом и анализом неорганических материалов. Особенно важными являются материалы с большой площадью поверхности, контролируемой пористостью и катализаторы с наноструктурой.
Исследуемые реакции включают в себя окисление монооксида углерода, активацию метана, разложение аммиака и другие.

### Металлоорганическая химия
В отделе металлоорганической химии под руководством Алоиса Фюрстнера разрабатываются органометаллические реагенты и катализаторы, исследуется их применение в синтезе сложных органических молекул, имеющих биологическую активность. Особое внимание уделяется каталитическим методам формирования связи C-C. В данный момент исследуются, например, реакции метастезиса олефинов и алкинов, разработка и применение π-кислот (например, золото, платина), реакции сочетания. Кроме того, группа занимается разработкой новых лигандов, таких как карбены и вещества, содержащие атомы углерода с формально нулевой валентностью. Проверяется применение методов в полном синтезе природных соединений и активных фармацевтических субстанций.

### Молекулярная теория и спектроскопия
Отдел под руководством Фрэнка Низа занимается разработкой теоретических моделей для крупных молекул и исследует их применение в конкретных химических задачах. Деятельность группы включает в себя методы ab initio, теорию функционала плотности, полуэмпирические квантовые методы и методы квантовой и молекулярной механики.
Совместно с Институтом исследования железа Общества Макса Планка институт проводит англ. International Max Planck Research School for Surface and Interface Engineering in Advanced Materials.
Около половины из примерно 350 сотрудников института являются магистрантами или докторантами. Кроме того, в настоящее время институт обучает около 30 стажеров по различным специальностям.

## Лекции Циглера
С 1980 года Институт исследования угля им. Макса Планка почти ежегодно присуждает лекции Циглера в сотрудничестве с Фондом жены и дочери Карла Циглера. Кратко о победителях:
- 1980 — Клаус Хафнер
- 1981 — Дитер Зеебах
- 1982 — Малькольм Л. Х. Грин
- 1983 — Эрнст Отто Фишер
- 1984 — Хайнц А. Стааб
- 1987 — Вольфганг А. Херрманн
- 1988 — Манфред Т. Ритц
- 1993 — Барри Трост
- 1994 — Рёдзи Ноёри
- 1995 — Стивен Л. Бухвальд
- 1996 — Альфонс Байкер
- 1997 — Эрик Якобсен
- 1998 — Джон Мейриг Томас
- 1999 — Роберт Граббс
- 2000 — Рутгер ван Сантен
- 2001 — Джон Ф. Хартвиг
- 2002 — Герхард Эртль
- 2003 — Дэвид Эванс
- 2004 — Пьер А. Якобс
- 2005 — Кендалл Хоук
- 2006 — Хисаши Ямамото
- 2007 — Авелино Корма
- 2010 — Скотт Дания
- 2011 — Питер Чен
- 2012 — Матиас Беллер
- 2013 — Дитер Эндерс
- 2015 — Стефан Гримме
- 2016 — Эрик М. Каррейра
- 2017 — Амир Ховейда
- 2018 — Кёко Нодзаки
- 2019 — Берт Weckhuysen
- 2022 — Дэвид Мильштейн